# 天埜裕文
天埜 裕文（あまの ひろふみ、1986年4月9日 - ）は千葉県柏市生まれの小説家。

## 経歴
小学2年生より不登校になり、通信制高校を卒業。2008年、東京美容専門学校を中退し、携帯電話で書き上げた「灰色猫のフィルム」で第32回すばる文学賞を受賞し小説家デビュー。2009年、同作を単行本化した『灰色猫のフィルム』で第22回三島由紀夫賞候補に選ばれる。

## 作品リスト

### 単行本
- 『灰色猫のフィルム』（集英社、2009年2月）
  - 灰色猫のフィルム - 『すばる』2008年11月号

### 単行本未収録作品
- 左へ（『すばる』2009年6月号）
- ポリフォニー（『すばる』2014年3月号）
- ベビーカー（『新潮』2014年5月号）
- ママなんて呼んだことないぜ（『すばる』2014年12月号）
- 白よりやさしくてつめたい（『すばる』2015年8月号）
- アキとユキ（『すばる』2015年11月号）
- 無風（『すばる』2021年7月号）
- 糸杉（『すばる』2023年9月号）